# Mixacarus foliifer
Mixacarus foliifer är en kvalsterart som beskrevs av Golosova 1984. Mixacarus foliifer ingår i släktet Mixacarus och familjen Lohmanniidae. Inga underarter finns listade i Catalogue of Life.